# 오바촌 (이바라키현 히가시이바라키군)
오바촌(大場村)은 이바라키현 히가시이바라키군에 존재했던 촌이다.

## 지리
- 현재의 미토시 동부에 해당한다.
- 촌의 동쪽은 평지, 서쪽은 고원지대로 이루어져 있다.

## 역사
- 1889년 4월 1일 - 정촌제 시행에 의해 히가시이바라키군 오바촌이 성립하였다.
- 1955년 3월 31일 - 이나리촌, 시모오노촌과 합병해 쓰네즈미촌이 성립하여, 동일 오바촌은 폐지되었다.

## 인구
| 1891년 | 2,090 |
| 1920년 | 2,076 |
| 1935년 | 2,164 |
| 1950년 | 2,657 |

## 참고문헌
- 角川日本地名大辞典編纂委員会『가도카와 일본 지명 대사전 8 茨城県』、가도카와 쇼텐、1983年 ISBN 4040010809